# 真野房子
真野 房子（まの ふさこ、1899年7月15日 - 1986年12月22日）は、日本の美容家、教育者。日本に於ける洋髪美容の先駆者の一人で、真野美容専門学校設立者。 旧姓・畦地、本名・フサコ。広島県世羅郡東村（現世羅町）出身。

## 来歴・人物
広島県立甲山高等女学校（現広島県立世羅高校）卒業後、近隣の農家に嫁ぐ。写真家になりたいという夫と共に上京、夫婦で写真館に住み込み修業。房子も家事の合間に客の髪や着付を始める。「いつかは夫と自分の店を持ちたい」と本格的に美容師修業。1923年、神田区猿楽町に小さな店を持つ。1階が写場、2階が髪結いの部屋であった。しかし半月もたたない9月、関東大震災で店は全壊、重傷を負う。炎に追われ混乱の中で見たのは、無意識に髪に手をやり、乱れを直そうとする女たちの姿だった。髪結いを一生の仕事に、と心に決めた。
四谷区新宿三丁目で師匠・大野栄子の店名「美容園」をもらい店を再開させる。この頃の同業は「髪結い」と名乗っていたため、当時東京で「美容○」と名付けていたのは「資生堂美容院」だけであった。床屋用の大鏡や当時珍しかった回転イス等を置くと「ハイカラ」と評判がたち上得意が次第に増えた。アメリカ帰りの山野千枝子の店などに通い勉強。1924年、オリエンタル美容研究所を創設し本格的に美容師養成を始める。また、やはりアメリカ帰りの美容師・村上君子のウェーブが“ゆるやかで優美”との評判を聞きつけ、破格の待遇で引き抜きに成功。村上から技術の全てを習得するが、やがて「ウェーブがすぐとれる」と苦情が出始める。真野は試行錯誤の末、優雅で長持ちする技術を考案、「真野式ウェーブ」と名付けたこの整髪法は、パーマネントのはじめをなすものとされ普及した。山野愛子の夫・治一が「電気パーマ」の国産第1号機を出すのは1935年。1931年、東京・四谷区美容師組合（150軒）が結成され初代会長。
1937年、日中戦争が勃発し翌1938年からパーマネントは禁止された。1945年、東京大空襲で再び店が焼失。戦後焼け跡に店を再開させ、また各地で講習会を開く。1947年、山野千枝子らと全国的に「美容同業組合」結成を働きかけ東京都美容師会理事にも選ばれる。翌1948年、東京都美容試験委員に任命され、以後22年間に渡り都衛生行政に寄与した。1950年、オリエンタル美容研究所を改組し、新宿区西大久保に真野高等美容女学校（真野美容専門学校）を創立し校長就任、多くの後進を育成した。また美容研究団体「真会」を創設、その他、美容雑誌、一般婦人雑誌に美容、着付け記事を多数執筆した。現在では山野愛子、メイ牛山らの方が著名だが、戦後の一時期までは真野の方が著名であった。1969年、勲五等瑞宝章、1970年都知事賞を受けた。1986年逝去。真野美容専門学校は現在、真野の娘や姪らが後を継いでいる。

## 著書・参考文献
- 自著 『真野房子着付全書』女性モード社、1967年
- 自著 『着付けひとすじ 真野房子きもの人生』女性モード社、1981年
- 鹿島光代著 『続・山陽路の女たち』ドメス出版、1989年
- 『日本女性人名辞典』 日本図書センター、1993年